# Vroville
Vroville – miejscowość i gmina we Francji, w regionie Grand Est, w departamencie Wogezy.
Według danych na rok 1990 gminę zamieszkiwało 130 osób, a gęstość zaludnienia wynosiła 19 osób/km² (wśród 2335 gmin Lotaryngii Vroville plasuje się na 915. miejscu pod względem liczby ludności, natomiast pod względem powierzchni na miejscu 847.).